# Metoxieteno
El metoxieteno, anteriormente nombrado como metil vinil éter o metoxietileno, es un compuesto orgánico perteneciente al grupo de los éteres y formado por un grupo vinilo unido a un radical metoxilo. Su fórmula molecular es C3H6O, y su fórmula semidesarrollada es CH3−O−CH=CH2.